# Innocent Victim
Innocent Victim je jedenácté album britské rockové skupiny Uriah Heep, vydané v roce 1977.
I když se album neumístilo v US nebo UK žebříčcích, Innocent Victim bylo velice úspěšné v Německu a na Novém Zélandu. Singl Free Me byl hitem #1 na Novém Zélandu. Alba „Innocent Victim“ se prodalo přes 1 milión výlisků jenom v Německu. Na Novém Zélandu dosáhlo 19. pozice v žebříčku a v Austrálii 44. místo.
Obal alba byl fanoušky označen za nejhorší obal v historii skupiny. Had má oči bubeníka Lee Kerslakea.

## Seznam stop
1. "Keep on Ridin'" (Hensley, Williams) – 3:40
2. "Flyin' High" (Hensley) – 3:19
3. "Roller" (Bolder, Ian McDonald) – 4:41
4. "Free 'n' Easy" (Box, Lawton) – 3:05
5. "Illusion" (Hensley) – 5:05
6. "Free Me" (Hensley) – 3:34
7. "Cheat 'n' Lie" (Hensley) – 4:54
8. "The Dance" (Jack Williams) – 4:49
9. "Choices" (Williams) – 5:49
  - Innocent Victim bylo remasterováno a znovu vydáno v roce 1997 s následujícími bonusy:
10. "Illusion/Masquerade (Plná needitovaná verze)" (Hensley) – 8:18 (Původně nahráno jako jedna stopa, ale vydáno odděleně jako 2 stopy – "Illusion" vyšlo na původním albu a "Masquerade" vyšlo jako B-side singlu "Free Me")
11. "The River (Outtake)" (Bolder, Box, Hensley, Kerslake, Lawton) – 3:10
12. "Put Your Music (Where Your Mouth Is) (Outtake)" (Bolder, Box, Hensley, Kerslake, Lawton) – 2:57
  - Výňatek z nahráváni alba Firefly.
13. "Cheat 'n' Lie (Live)" (Hensley) – 5:58
14. "Free Me (Live)" (Hensley) – 5:46
15. "Free 'n' Easy (Live)" (Box, Lawton) – 3:15

Stopy 13–15 byly nahrány během Evropského turné v roce 1979. Jsou to alternativy k verzím vydaným na albu Live in Europe 1979.

## Sestava
- John Lawton – zpěv
- Ken Hensley – klávesy, kytara, zpěv
- Mick Box – kytara
- Trevor Bolder – baskytara
- Lee Kerslake – bicí, perkusy, zpěv